# Татараидзе, Этер
Этер Татараидзе (груз. ეთერ თათარაიძე ) (род. 15 марта 1956, Ахметский район) ― грузинская поэтесса, фольклорист и филолог.

## Биография
Этер Татараидзе родилась 15 марта 1956 года в селе Земо-Алвани Ахметского муниципалитета, Грузинская ССР.
В 1984 году окончила филологический факультет Тбилисского государственного университета. С 1985 по 2006 года преподавала на факультете фольклора Тбилисского государственного университета.
Этер Татараидзе написала тринадцать книг, в том числе шести поэтических сборников.
Пишет свои стихи на одном из диалектов грузинского языка ― тушетском, из-за этого поэтические произведения Этер Татараидзе имеют особый колорит, как в случае с Фредериком Мистралем, писавшим на провансальском языке.

«Верная своему творческому принципу, Этер Татараидзе пишет на диалекте, который кажется единственным средством выражения ее мыслей, эмоций и взглядов. Тем не менее, ее лирический язык отличается от ее родного тушетского диалекта, который изобилует героической поэзией. Настоящий сборник написан на повседневном языке, которому нет аналогов в богатой в остальном тушетском диалекте. В этом отношении это необработанная земля, целинная земля»— 
.
Ряд её произведений переведены на английский и итальянский языки.

## Награды и премии
- В 2007 году Этер Татараидзе награждена орденом Чести[3].

- Премия имени Ильи Чавчавадзе Грузино-Европейского института Парижа за книгу «Благодать от Бога», 1990 год
- Орден Чести, 2007 г.[4]
- Литературная премия за книгу «Помни меня милосердием», 2008 г.
- Премия «Золотое крыло», 2011 г.
- Премия имени Ильи Чавчавадзе «Сагурамо», 2012 года
- Национальная фольклорная премия 2009 года
- Премия имени Зураба Церетели, за вклад в популяризацию и продвижение грузинского фольклора

## Сочинения
- Два, Три, Четыре (стихи), Издательство Меридиани, 2018
- Это наш конец!, Тбилиси, Издательство Интелекти, 2016[5]
- Как щебечет птица (стихи), Тбилиси, Издательство Saunje, 2012[6]
- Отец взял славу у Господа Бога (документальная проза), Тбилиси, издательство «Еровнули мцерлоба», 2008 год[7]
- 100 стихотворений, Тбилиси, издательство Интелекти, 2012 год[8]
- Агато (научно-популярная литература), Тбилиси, издательство Универсали, 2009 год[9]
- Жизнь прошла у меня (стихи), Тбилиси, Ломиси, 1988 год
- Подкова Луны (стихи), Тбилиси, Мерани издательство, 1988 год
- Ромашка Надежда (стихи), Тбилиси, издательство Накадули, 1979 год